# Tatiana Rosenthal
Pour les articles homonymes, voir Rosenthal.
Tatiana Rosenthal, née à Saint-Pétersbourg en 1885 et morte en 1921 dans la même ville, est une neurologue et psychanalyste russe. Elle est l'une des pionnières de la psychanalyse en Russie, avec Sabina Spielrein et Vera Schmidt.

## Biographie
Tatiana Konradovna Rosenthal soutient la cause de la Révolution de 1905 et milite dans les associations d'étudiantes à Moscou, puis elle poursuit ses études en Suisse et s'inscrit en 1906 à la faculté de médecine de l'université de Zurich et fait un stage au Burghölzli. Elle obtient son diplôme avec mention en gynécologie en 1909, puis séjourne à Vienne où elle fréquente durant l'année 1912 les réunions du mercredi de la Société psychanalytique de Vienne, dont elle devient l'une des quatre membres russes, avec Sabina Spielrein, Mosche Wulff (de) et Leonid Droznes, connu comme le premier médecin de l'«Homme aux loups». Elle retourne à Saint-Pétersbourg au début de la Première Guerre mondiale, et s'installe à Saint-Pétersbourg, où elle travaille comme neurologue à l'institut pour les pathologies mentales de Vladimir Bekhterev, qu'elle s'efforce de sensibiliser à la psychanalyse. Elle est nommée directrice de la policlinique pour le traitement des patients névrosés, puis en 1920, elle devient directrice de la clinique pour enfants névropathes. Elle se suicide en 1921, alors qu'elle est mère d'un très jeune enfant, peut-être par réaction à l'égard du bolchevisme qui commençait à « montrer son visage terroriste », alors que Tatiana Rosenthal avait soutenu la cause du mouvement ouvrier dès la révolution de 1905.

## Recherches
Elle s'intéresse à la psychologie de l'art et à l'application de la psychanalyse à l'étude littéraire, et publie la première partie d'un essai intitulé Souffrance et création chez Dostoïevski, consacré à l'écriture créative de Dostoïevski, associant la psychologie de l'auteur et des déterminants inconscients. Dans cet essai, elle indique les limites de l'apport de la psychanalyse à la compréhension des œuvres d'art. La deuxième partie de son essai, sur les névroses de guerre et Alfred Adler et la psychologie individuelle, est restée inédite. Elle est également l'auteur d'une étude intitulée « Karin Michaelis : “L'Âge dangereux” à la lumière de la psychanalyse ».

## Publications
- « Karin Michaelis, L'âge dangereux à la lumière de la psychanalyse », Zentralblatt für Psychoanalyse. Medizinische Monatsschrift für Seelenkunde.
- Stradanie i tvorčestvo Dostoevskogo : psihogenetičeskoe issledovanie (en cyrillique : Страдание и творчество Достоевского : психогенетическое исследование), 1920, 53 p.  (ISBN 978-5-98904-095-7)